# Niphoparmena alluaudi
Niphoparmena alluaudi là một loài bọ cánh cứng trong họ Cerambycidae.